# Master of Puppets (pjesma)
"Master of Puppets" pjesma je američkog thrash metal sastava Metallica, objavljena samo u Francuskoj, 2. srpnja 1986. kao jedini singl s istoimenog trećeg studijskog albuma sastava.
Pjevač sastava, James Hetfield, objasnio je kako se pjesma "više-manje bavi drogom. Kako su se stvari zamijenile, umjesto da sam kontroliraš što govoriš i radiš, droge te kontroliraju." U doba objave albuma basist Cliff Burton izjavio je kako mu je ova pjesma bila najdraža s Master of Puppetsa. Pjesma je jedna od najpopularnijih pjesama sastava te se često svira na koncertima.